# پل لنی
پل لنی (آلمانی: Paul Leni; زاده ۸ ژوئیهٔ ۱۸۸۵ – درگذشته ۲ سپتامبر ۱۹۲۹) کارگردان فیلم و کارگردان هنری اهل آلمان بود.
وی کارگردان فیلم‌هایی همچون گربه و قناری، توطئه در جنوا و مردی که می‌خندد بوده‌است.